# Heinrich Bernhard Rupp
Heinrich Bernhard Rupp ou Ruppius (Giessen, 1688 – Iena, 1719) foi um botânico alemão.